# جون رايلي (لاعب كرة قدم)
جون رايلي (بالإنجليزية: John Reilly)‏ هو مدرب كرة قدم ولاعب كرة قدم بريطاني في مركز الهجوم، ولد في 21 مارس 1962 في دندي في المملكة المتحدة. لعب مع دندي يونايتد ودونفرملين أثلتيك ونادي ألبيون روفرز ونادي اربوراث ونادي إيست فيف ونادي كاودينبيث ونادي ماذرويل.